# Église Saint-Hyacinthe de Séville
 (janvier 2023).
L'église Saint-Hyacinthe (espagnol : iglesia de San Jacinto) de Séville (Andalousie) est le siège d'un couvent dominicain fondé au XVIIe siècle. Elle est située dans le quartier de Triana.

## Couvent de la Candelaria et Saint-Hyacinthe

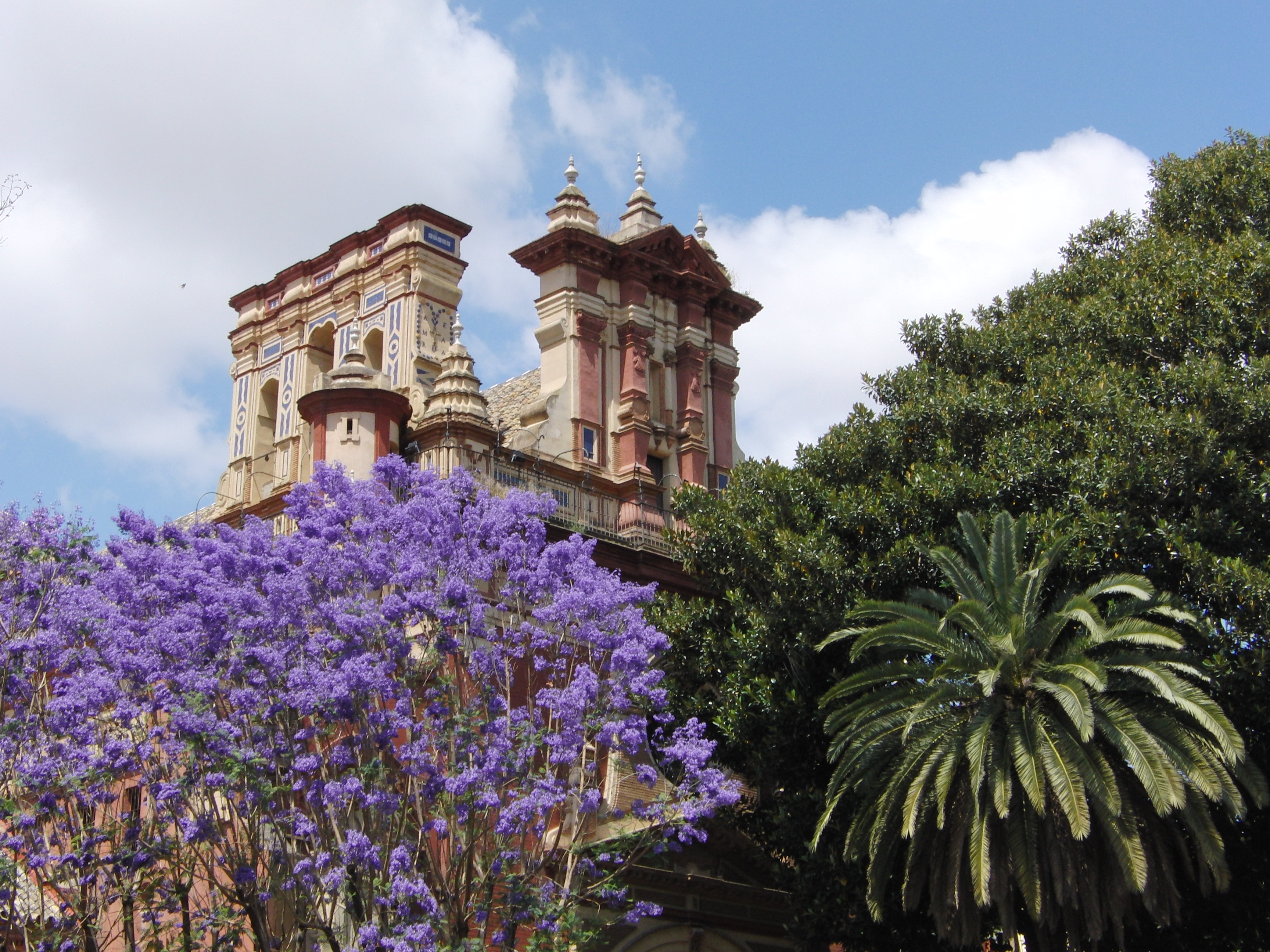
Détail

Le couvent a été autorisé par le responsable provincial, Alonso Romarin, et l'archevêque, Fernando Nino de Guevara, en 1603. Le couvent, qui avait comme titulaire saint Hyacinthe, comportait une église et une maison dans laquelle ont habité un bon nombre de religieux. Baltasar de Brun a habité ici jusqu'à son décès, en 1609.
Le couvent se trouvait près du fleuve Guadalquivir, dans une zone inondable, et loin de la ville, ce qui n'était pas approprié pour héberger le centre d'enseignement que son patron Baltasar de Brun avait prévu dans son testament. De fait, les dominicains se sont déplacés où se trouvaient l'ermitage et l'hôpital de Notre Dame de la Candelaria, dans le quartier de Triana. Cet ensemble appartenait à la Fraternité de Notre Dame de la Candelaria, qui lui a cédé ces immeubles en 1651, à condition, entre autres, que la Vierge de la Candelaria figurât sur l'autel majeur de l'église, et soit titulaire du couvent, et que la fraternité pût célébrer ses cultes dans l'église'. Dans le couvent il y avait habituellement quelque vingt-cinq religieux.
Les dominicains ont bâti leur église conventuelle au milieu du XVIIe siècle. Les travaux, plusieurs fois interrompus, se sont achevés en 1774.
L'église, de style baroque, a été inaugurée le 29 janvier 1775.
En 1810, avec l'invasion française de Séville, le couvent a été exproprié et utilisé comme étable. Les moines sont revenus en 1813. Enfin, le couvent a été désamorti en 1835.
Avec le régime surgi de la Révolution de 1868, entre 1868 et 1869 le couvent est devenu propriété municipale et y ont été installés des bureaux et une école primaire.
L'archevêque Enrique Almaraz y Santos a confié de nouveau l'église aux dominicains en 1909. Le cardinal archevêque José María Bueno y Monreal a attribué à cette église le rang de paroisse en 1966.